# Briefe eines amerikanischen Farmers

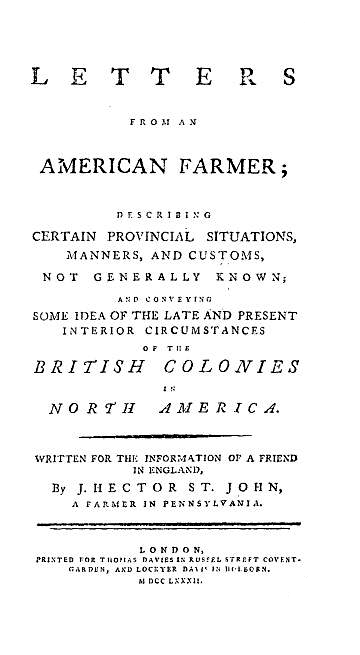
Titelseite der zweiten Edition

Briefe eines amerikanischen Farmers (engl. Original: Letters from an American Farmer) ist eine im Jahr 1782 veröffentlichte Sammlung von zwölf Briefen des französisch-amerikanischen Schriftstellers Michel-Guillaume Jean de Crèvecoeur (auch Hector St. John de Crevecoeur) an einen nicht näher identifizierten englischen Gentleman namens F.B.
Der Briefaustausch als Rahmen ist fiktiv, jedoch handelt es sich bei den Briefen um wahrheitsgetreue Schilderungen des Lebensalltags amerikanischer Kolonisten kurz vor dem Amerikanischen Unabhängigkeitskrieg. Die Themen reichen dabei von der Entstehung einer amerikanischen Kultur über Landwirtschaft und Viehzucht bis hin zur Sklaverei.
Der Briefroman vereint eine Vielzahl von literarischen Stilen und Genres, unter anderem sind einige Passagen rein dokumentarische Berichte, andere entsprechen jedoch in ihrer Qualität soziologischen Betrachtungen.

## Inhalt

### Erster Brief
Der erste Brief handelt von der Kontaktaufnahme des Erzählers James mit einem englischen Gentleman, der nur als F.B. bekannt ist. Dieser besuchte den Erzähler in der Vergangenheit und möchte nun weiterhin per Brief über die amerikanischen Gepflogenheiten und Besonderheiten aufgeklärt werden. James fühlt sich überaus geschmeichelt und sieht sich durch seine extreme Bescheidenheit zuerst nicht imstande, eine Briefkorrespondenz zu beginnen. Nach anfänglichem Zögern können jedoch seine Frau und ein bekannter Geistlicher ihn von diesem Vorhaben überzeugen, da ein interessanter Austausch zustande kommen würde, von dem letztendlich James und sein englischer Bekannter profitierten.

### Zweiter Brief
Er beginnt sodann mit der Beschreibung seines Alltags als Landwirt. Geprägt wird der Brief von einer tiefen Ehrfurcht des Erzählers vor der Natur und ihrer Geschöpfe. Besonders fasziniert ist er von den Bienen, deren Verhalten er besonders studiert und sich im späteren Verlauf zu eigen macht, indem er von ihnen besiedelte Bäume fällt und somit an den wertvollen Honig gelangt. Ein weiteres Augenmerk liegt auf den wilden Tauben, die er beobachtet, im Winter füttert, und ab und zu fängt.

### Erstausgabe
- J. Hector St. John. Letters from an American Farmer, London 1782.